# Budaörsi SC
Der Budaörsi SC (voller Name: Budaörsi Sport Club) ist ein ungarischer Sportverein aus der Stadt Budaörs.

## Fußball
Zurzeit spielt der 1924 gegründete Budaörsi SC in der Nemzeti Bajnokság II. Die Vereinsfarben sind grün-weiß.

### Platzierungen der letzten Jahre
| Saison  | Liga                  | Klasse | Gruppe       | Platzierung | Referenz |
| ------- | --------------------- | ------ | ------------ | ----------- | -------- |
| 2001/02 | megyei osztály        | 5.     | Gruppe Pest  | 03.         | [ 1 ]    |
| 2002/03 | megyei osztály        | 5.     | Gruppe Pest  | 01.         | [ 2 ]    |
| 2003/04 | Nemzeti Bajnokság III | 4.     | Gruppe Donau | 02.         | [ 3 ]    |
| 2004/05 | Nemzeti Bajnokság III | 4.     | Gruppe Donau | 04.         | [ 4 ]    |
| 2005/06 | Nemzeti Bajnokság III | 3.     | Gruppe Donau | 01.         | [ 5 ]    |
| 2006/07 | Nemzeti Bajnokság II  | 2.     | Gruppe West  | 13.         | [ 6 ]    |
| 2007/08 | Nemzeti Bajnokság II  | 2.     | Gruppe West  | 08.         | [ 7 ]    |
| 2008/09 | Nemzeti Bajnokság II  | 2.     | Gruppe West  | 07.         | [ 8 ]    |
| 2009/10 | Nemzeti Bajnokság II  | 2.     | Gruppe West  | 10.         | [ 9 ]    |
| 2010/11 | Nemzeti Bajnokság II  | 2.     | Gruppe West  | 11.         | [ 10 ]   |
| 2011/12 | Nemzeti Bajnokság II  | 2.     | Gruppe West  | 16.         | [ 11 ]   |
| 2012/13 | Nemzeti Bajnokság III | 3.     | Gruppe Donau | 1.          | [ 12 ]   |

### Stadion
Das Budaörsi Városi Stadion bietet 1300 Zuschauern Platz sowie eine Flutlichtanlage. Von 2016 bis 2021 wurde die Anlage mit einer neuen Tribüne und Funktionsräumen umgebaut.

## Tischtennis
In der Saison 2012/13 erreichte der Verein das Finale der Tischtennis Champions League, unterlag dort aber dem österreichischen Verein Linz AG Froschberg.